# Nenad Tomović
Nenad Tomović (serbisch-kyrillisch Ненад Томовић; * 30. August 1987 in Kragujevac, SFR Jugoslawien) ist ein serbischer Fußballspieler.

## Karriere

### Jugend
Mit zwölf Jahren spielte er bei seinem Jugendverein Radnički Kragujevac in seiner Heimatstadt. Mit 16 Jahren geht er nach Belgrad zu Rad Belgrad. Bei Rad Belgrad verbrachte er ein Jahr. Er stand kurz vor einem Wechsel zum RSC Anderlecht, aber der Wechsel scheiterte daran, dass er sich nicht mit der Vereinsführung auf einen Vertrag einigen konnte. Stattdessen unterschrieb er einen Vertrag bei Roter Stern Belgrad.

### Verein
2004 unterzeichnet er einen Vertrag bei Roter Stern Belgrad. Sein Debüt für Roter Stern gab er unter dem damaligen Trainer von Roter Stern Walter Zenga, der ihn im Spiel gegen FK Zeta einsetzte. Nach dieser Saison wurde er an FK Rad Belgrad ausgeliehen. Dort verbrachte er zwei Jahre. Danach kehrte er zu Roter Stern Belgrad zurück. Bei Roter Stern wurde er schnell zum Stammspieler. Am 13. Juli 2009 wechselte er für eine Ablösesumme von 3,5 Millionen Euro zum CFC Genua. Bei Genua konnte er sich nicht durchsetzen, sodass er am 1. Januar 2011 an US Lecce ausgeliehen wurde. Bei Lecce wurde er Stammspieler. Am 31. August 2012 wechselte er für eine Ablösesumme von 4,2 Millionen Euro zum AC Florenz. Dort kam er in fünf Jahren zu 126 Einsätzen. 2017 unterschrieb er einen Leihvertrag bei Chievo Verona.

### Nationalmannschaft
Er nahm mit Serbien an den Olympischen Sommerspielen in Peking teil. Dort schied er mit Serbien in der Gruppenphase aus. Für die Serbische U-21 Nationalmannschaft bestritt er 9 Spiele und erzielte dabei ein Tor. Mit der serbischen U21 nahm er an der U-21-Fußball-Europameisterschaft 2009 in Schweden teil. Dort schied er mit Serbien in der Gruppenphase aus. Sein Debüt für die Serbische A-Nationalmannschaft gab er am 14. Dezember 2008 in einem Freundschaftsspiel gegen Polen.